# Sinningia speciosa
Sinningia speciosa, comunament coneguda en el comerç de plantes ornamentals com Gloxinia, és un membre tuberós dins la família Gesneriaceae. E va introduir al cultiu l'any 1817 des del Brasil sota el nom de Gloxinia speciosa. El nom en anglès de Florist's gloxinia de vegades es fa servir per distingir-la de les espècies rizomatoses actualment incloses dins el gènere Gloxinia. Aquesta planta produeix flors grosses, acolorides, avellutades i brillants que són plantes d'interior populars. El seu cultiu és similar al de la viola africana però S. speciosa generalment requerix més llum i sovint té un període de dormició quan el tubercle s'ha de mantenir fresc i sec fins a la rebrotada.
La seva zona de resistència, segons la classificació dels Estats Units, es troba en els nivells de 10 a 12.